# Palau de Paghman
El Palau de Paghman o el Castell del turó de Paghman (paixtu: د پغمان غونډۍ ما .ۍ; dari: قصر مرمرین پغمان) és un palau de marbre situat a la ciutat de Paghman, a la província de Kabul (l'Afganistan). Es va obrir al públic en 2014 per al Nowruz. Estava previst que s'utilitzés per als principals festivals. El castell i les zones dels voltants s'utilitzen com una residència presidencial i com a lloc d'acolliment de convidats estrangers. El palau està situat a menys de 10 quilòmetres del llac Qargha.

## Història
El procés de construcció va començar al març de 2013. Van treballar per al projecte unes 700 persones. Segons els funcionaris, es va assignar un total de 6,5 milions de dòlars del pressupost del Ministeri de Finances per a la preparació del palau. L'esforç de desenvolupament va tenir un enorme impacte en l'economia de les comunitats locals. Les obres de construcció del palau i els seus voltants van suposar més de 15 milions de dòlars. Els experts van considerar que les funcions internacionals a Paghman podrien fer del lloc una destinació turística preferida a l'Afganistan.
Les celebracions del Nowruz en 2014 van ser posteriorment cancel·lades per raons de seguretat i totes les celebracions van tenir lloc en el palau Arg, Kabul. La raó oficial del govern per al trasllat fou que el treball al castell estava incomplet.

## Descripció
Els funcionaris diuen que el castell té tres pisos i està fet de pedra de marbre de l'Afganistan i fusta de la província de Kunar. El seu interior està decorat amb catifes afganeses fetes a mà i inclou càmeres de seguretat i sales d'emergència. Al costat del palau, hi ha un lloc per a l'exposició de productes domèstics. Els voltants del palau també consisteixen en milers d'arbres recentment plantats, així com un camp de buzkashi, una cascada i altres atraccions.